# Лавова династија
Лавова династија, такође позната и као Леонидска династија или Тракијска династија је била владајућа династија Источноримског царства од 457. до 518. године. Такође је управљала и деловима Западноримског царства од 474. до 480. године.

## Цареви Лавове династије
- Лав I Трачанин (457-474)
- Лав II (474)
- Зенон (474-475)
- Василиск (475-476)
- Зенон (476-491)
- Анастасије I (491-518)

## Остали припадници Лавове династије
- Елија Верина, супруга Лава I и сестра Василиска.
- Арматије, генерал, нећак Василиска.
- Јулије Непот, западноримски цар, муж нећаке Лава I.
- Ипатије, нећак Анастасија I.
- Аријадна, ћерка Лава I, мајка Лава II и супруга Зенона и Анастасија I.

## Породично стабло
|                                                          |                                                          |                                                          |                                                          |                                                          |                                                          |  |  |                              |                              |                              |                              |                              |                              |  |  |                        |                        |                        |                        |                        |                        |  |  |                                                   |                                                   |                                                   |                                                   |                                                   |                                                   |  |  |                                        |                                        |                                        |                                        |                                        |                                        |  |  |              |              |              |              |              |              |  |  | 1.(жена)                                        | 1.(жена)                                        | 1.(жена)                                        | 1.(жена)                                        | 1.(жена)                                        | 1.(жена)                                        |  |  | Маркијан цар истока 450-457 | Маркијан цар истока 450-457 | Маркијан цар истока 450-457 | Маркијан цар истока 450-457 | Маркијан цар истока 450-457 | Маркијан цар истока 450-457 |  |  | 2.Елија Пулхерија Теодосијева династија | 2.Елија Пулхерија Теодосијева династија | 2.Елија Пулхерија Теодосијева династија | 2.Елија Пулхерија Теодосијева династија | 2.Елија Пулхерија Теодосијева династија | 2.Елија Пулхерија Теодосијева династија |  |  |
|                                                          |                                                          |                                                          |                                                          |                                                          |                                                          |  |  |                              |                              |                              |                              |                              |                              |  |  |                        |                        |                        |                        |                        |                        |  |  |                                                   |                                                   |                                                   |                                                   |                                                   |                                                   |  |  |                                        |                                        |                                        |                                        |                                        |                                        |  |  |              |              |              |              |              |              |  |  | 1.(жена)                                        | 1.(жена)                                        | 1.(жена)                                        | 1.(жена)                                        | 1.(жена)                                        | 1.(жена)                                        |  |  | Маркијан цар истока 450-457 | Маркијан цар истока 450-457 | Маркијан цар истока 450-457 | Маркијан цар истока 450-457 | Маркијан цар истока 450-457 | Маркијан цар истока 450-457 |  |  | 2.Елија Пулхерија Теодосијева династија | 2.Елија Пулхерија Теодосијева династија | 2.Елија Пулхерија Теодосијева династија | 2.Елија Пулхерија Теодосијева династија | 2.Елија Пулхерија Теодосијева династија | 2.Елија Пулхерија Теодосијева династија |  |  |
|                                                          |                                                          |                                                          |                                                          |                                                          |                                                          |  |  |                              |                              |                              |                              |                              |                              |  |  |                        |                        |                        |                        |                        |                        |  |  |                                                   |                                                   |                                                   |                                                   |                                                   |                                                   |  |  |                                        |                                        |                                        |                                        |                                        |                                        |  |  |              |              |              |              |              |              |  |  |                                                 |                                                 |                                                 |                                                 |                                                 |                                                 |  |  |                             |                             |                             |                             |                             |                             |  |  |                                         |                                         |                                         |                                         |                                         |                                         |  |  |
|                                                          |                                                          |                                                          |                                                          |                                                          |                                                          |  |  |                              |                              |                              |                              |                              |                              |  |  |                        |                        |                        |                        |                        |                        |  |  |                                                   |                                                   |                                                   |                                                   |                                                   |                                                   |  |  |                                        |                                        |                                        |                                        |                                        |                                        |  |  |              |              |              |              |              |              |  |  |                                                 |                                                 |                                                 |                                                 |                                                 |                                                 |  |  |                             |                             |                             |                             |                             |                             |  |  |                                         |                                         |                                         |                                         |                                         |                                         |  |  |
|                                                          |                                                          |                                                          |                                                          |                                                          |                                                          |  |  |                              |                              |                              |                              |                              |                              |  |  |                        |                        |                        |                        |                        |                        |  |  |                                                   |                                                   |                                                   |                                                   |                                                   |                                                   |  |  | Василиск цар истока 475-476 ∞ Зенониса | Василиск цар истока 475-476 ∞ Зенониса | Василиск цар истока 475-476 ∞ Зенониса | Василиск цар истока 475-476 ∞ Зенониса | Василиск цар истока 475-476 ∞ Зенониса | Василиск цар истока 475-476 ∞ Зенониса |  |  | Елија Верина | Елија Верина | Елија Верина | Елија Верина | Елија Верина | Елија Верина |  |  | Лав I цар истока 457-474                        | Лав I цар истока 457-474                        | Лав I цар истока 457-474                        | Лав I цар истока 457-474                        | Лав I цар истока 457-474                        | Лав I цар истока 457-474                        |  |  | (1) Маркија Еуфемија        | (1) Маркија Еуфемија        | (1) Маркија Еуфемија        | (1) Маркија Еуфемија        | (1) Маркија Еуфемија        | (1) Маркија Еуфемија        |  |  | Антемије цар запада 467-472             | Антемије цар запада 467-472             | Антемије цар запада 467-472             | Антемије цар запада 467-472             | Антемије цар запада 467-472             | Антемије цар запада 467-472             |  |  |
|                                                          |                                                          |                                                          |                                                          |                                                          |                                                          |  |  |                              |                              |                              |                              |                              |                              |  |  |                        |                        |                        |                        |                        |                        |  |  |                                                   |                                                   |                                                   |                                                   |                                                   |                                                   |  |  | Василиск цар истока 475-476 ∞ Зенониса | Василиск цар истока 475-476 ∞ Зенониса | Василиск цар истока 475-476 ∞ Зенониса | Василиск цар истока 475-476 ∞ Зенониса | Василиск цар истока 475-476 ∞ Зенониса | Василиск цар истока 475-476 ∞ Зенониса |  |  | Елија Верина | Елија Верина | Елија Верина | Елија Верина | Елија Верина | Елија Верина |  |  | Лав I цар истока 457-474                        | Лав I цар истока 457-474                        | Лав I цар истока 457-474                        | Лав I цар истока 457-474                        | Лав I цар истока 457-474                        | Лав I цар истока 457-474                        |  |  | (1) Маркија Еуфемија        | (1) Маркија Еуфемија        | (1) Маркија Еуфемија        | (1) Маркија Еуфемија        | (1) Маркија Еуфемија        | (1) Маркија Еуфемија        |  |  | Антемије цар запада 467-472             | Антемије цар запада 467-472             | Антемије цар запада 467-472             | Антемије цар запада 467-472             | Антемије цар запада 467-472             | Антемије цар запада 467-472             |  |  |
|                                                          |                                                          |                                                          |                                                          |                                                          |                                                          |  |  |                              |                              |                              |                              |                              |                              |  |  |                        |                        |                        |                        |                        |                        |  |  |                                                   |                                                   |                                                   |                                                   |                                                   |                                                   |  |  |                                        |                                        |                                        |                                        |                                        |                                        |  |  |              |              |              |              |              |              |  |  |                                                 |                                                 |                                                 |                                                 |                                                 |                                                 |  |  |                             |                             |                             |                             |                             |                             |  |  |                                         |                                         |                                         |                                         |                                         |                                         |  |  |
|                                                          |                                                          |                                                          |                                                          |                                                          |                                                          |  |  |                              |                              |                              |                              |                              |                              |  |  |                        |                        |                        |                        |                        |                        |  |  |                                                   |                                                   |                                                   |                                                   |                                                   |                                                   |  |  |                                        |                                        |                                        |                                        |                                        |                                        |  |  |              |              |              |              |              |              |  |  |                                                 |                                                 |                                                 |                                                 |                                                 |                                                 |  |  |                             |                             |                             |                             |                             |                             |  |  |                                         |                                         |                                         |                                         |                                         |                                         |  |  |
| Вигилантија                                              | Вигилантија                                              | Вигилантија                                              | Вигилантија                                              | Вигилантија                                              | Вигилантија                                              |  |  | Јустин I цар Римљана 518-527 | Јустин I цар Римљана 518-527 | Јустин I цар Римљана 518-527 | Јустин I цар Римљана 518-527 | Јустин I цар Римљана 518-527 | Јустин I цар Римљана 518-527 |  |  | (браћа и сестре)       | (браћа и сестре)       | (браћа и сестре)       | (браћа и сестре)       | (браћа и сестре)       | (браћа и сестре)       |  |  | (браћа и сестре)                                  | (браћа и сестре)                                  | (браћа и сестре)                                  | (браћа и сестре)                                  | (браћа и сестре)                                  | (браћа и сестре)                                  |  |  | 2.Анастасије I цар Римљана 491-518     | 2.Анастасије I цар Римљана 491-518     | 2.Анастасије I цар Римљана 491-518     | 2.Анастасије I цар Римљана 491-518     | 2.Анастасије I цар Римљана 491-518     | 2.Анастасије I цар Римљана 491-518     |  |  | Аријадна     | Аријадна     | Аријадна     | Аријадна     | Аријадна     | Аријадна     |  |  | 1.Зенон цар истока 474-475; цар Римљана 476-491 | 1.Зенон цар истока 474-475; цар Римљана 476-491 | 1.Зенон цар истока 474-475; цар Римљана 476-491 | 1.Зенон цар истока 474-475; цар Римљана 476-491 | 1.Зенон цар истока 474-475; цар Римљана 476-491 | 1.Зенон цар истока 474-475; цар Римљана 476-491 |  |  | Леонтија Порфирогенита      | Леонтија Порфирогенита      | Леонтија Порфирогенита      | Леонтија Порфирогенита      | Леонтија Порфирогенита      | Леонтија Порфирогенита      |  |  | Маркијан узурпатор                      | Маркијан узурпатор                      | Маркијан узурпатор                      | Маркијан узурпатор                      | Маркијан узурпатор                      | Маркијан узурпатор                      |  |  |
| Вигилантија                                              | Вигилантија                                              | Вигилантија                                              | Вигилантија                                              | Вигилантија                                              | Вигилантија                                              |  |  | Јустин I цар Римљана 518-527 | Јустин I цар Римљана 518-527 | Јустин I цар Римљана 518-527 | Јустин I цар Римљана 518-527 | Јустин I цар Римљана 518-527 | Јустин I цар Римљана 518-527 |  |  | (браћа и сестре)       | (браћа и сестре)       | (браћа и сестре)       | (браћа и сестре)       | (браћа и сестре)       | (браћа и сестре)       |  |  | (браћа и сестре)                                  | (браћа и сестре)                                  | (браћа и сестре)                                  | (браћа и сестре)                                  | (браћа и сестре)                                  | (браћа и сестре)                                  |  |  | 2.Анастасије I цар Римљана 491-518     | 2.Анастасије I цар Римљана 491-518     | 2.Анастасије I цар Римљана 491-518     | 2.Анастасије I цар Римљана 491-518     | 2.Анастасије I цар Римљана 491-518     | 2.Анастасије I цар Римљана 491-518     |  |  | Аријадна     | Аријадна     | Аријадна     | Аријадна     | Аријадна     | Аријадна     |  |  | 1.Зенон цар истока 474-475; цар Римљана 476-491 | 1.Зенон цар истока 474-475; цар Римљана 476-491 | 1.Зенон цар истока 474-475; цар Римљана 476-491 | 1.Зенон цар истока 474-475; цар Римљана 476-491 | 1.Зенон цар истока 474-475; цар Римљана 476-491 | 1.Зенон цар истока 474-475; цар Римљана 476-491 |  |  | Леонтија Порфирогенита      | Леонтија Порфирогенита      | Леонтија Порфирогенита      | Леонтија Порфирогенита      | Леонтија Порфирогенита      | Леонтија Порфирогенита      |  |  | Маркијан узурпатор                      | Маркијан узурпатор                      | Маркијан узурпатор                      | Маркијан узурпатор                      | Маркијан узурпатор                      | Маркијан узурпатор                      |  |  |
|                                                          |                                                          |                                                          |                                                          |                                                          |                                                          |  |  |                              |                              |                              |                              |                              |                              |  |  |                        |                        |                        |                        |                        |                        |  |  |                                                   |                                                   |                                                   |                                                   |                                                   |                                                   |  |  |                                        |                                        |                                        |                                        |                                        |                                        |  |  |              |              |              |              |              |              |  |  |                                                 |                                                 |                                                 |                                                 |                                                 |                                                 |  |  |                             |                             |                             |                             |                             |                             |  |  |                                         |                                         |                                         |                                         |                                         |                                         |  |  |
| Јустинијан I цар Римљана 527-565 Јустинијанова династија | Јустинијан I цар Римљана 527-565 Јустинијанова династија | Јустинијан I цар Римљана 527-565 Јустинијанова династија | Јустинијан I цар Римљана 527-565 Јустинијанова династија | Јустинијан I цар Римљана 527-565 Јустинијанова династија | Јустинијан I цар Римљана 527-565 Јустинијанова династија |  |  | Теодора                      | Теодора                      | Теодора                      | Теодора                      | Теодора                      | Теодора                      |  |  | (ћерка)                | (ћерка)                | (ћерка)                | (ћерка)                | (ћерка)                | (ћерка)                |  |  | Ирена ∞ Олибрије конзул 491 Теодосијева династија | Ирена ∞ Олибрије конзул 491 Теодосијева династија | Ирена ∞ Олибрије конзул 491 Теодосијева династија | Ирена ∞ Олибрије конзул 491 Теодосијева династија | Ирена ∞ Олибрије конзул 491 Теодосијева династија | Ирена ∞ Олибрије конзул 491 Теодосијева династија |  |  |                                        |                                        |                                        |                                        |                                        |                                        |  |  |              |              |              |              |              |              |  |  | Лав II цар истока 474                           | Лав II цар истока 474                           | Лав II цар истока 474                           | Лав II цар истока 474                           | Лав II цар истока 474                           | Лав II цар истока 474                           |  |  |                             |                             |                             |                             |                             |                             |  |  |                                         |                                         |                                         |                                         |                                         |                                         |  |  |
| Јустинијан I цар Римљана 527-565 Јустинијанова династија | Јустинијан I цар Римљана 527-565 Јустинијанова династија | Јустинијан I цар Римљана 527-565 Јустинијанова династија | Јустинијан I цар Римљана 527-565 Јустинијанова династија | Јустинијан I цар Римљана 527-565 Јустинијанова династија | Јустинијан I цар Римљана 527-565 Јустинијанова династија |  |  | Теодора                      | Теодора                      | Теодора                      | Теодора                      | Теодора                      | Теодора                      |  |  | (ћерка)                | (ћерка)                | (ћерка)                | (ћерка)                | (ћерка)                | (ћерка)                |  |  | Ирена ∞ Олибрије конзул 491 Теодосијева династија | Ирена ∞ Олибрије конзул 491 Теодосијева династија | Ирена ∞ Олибрије конзул 491 Теодосијева династија | Ирена ∞ Олибрије конзул 491 Теодосијева династија | Ирена ∞ Олибрије конзул 491 Теодосијева династија | Ирена ∞ Олибрије конзул 491 Теодосијева династија |  |  |                                        |                                        |                                        |                                        |                                        |                                        |  |  |              |              |              |              |              |              |  |  | Лав II цар истока 474                           | Лав II цар истока 474                           | Лав II цар истока 474                           | Лав II цар истока 474                           | Лав II цар истока 474                           | Лав II цар истока 474                           |  |  |                             |                             |                             |                             |                             |                             |  |  |                                         |                                         |                                         |                                         |                                         |                                         |  |  |
|                                                          |                                                          |                                                          |                                                          |                                                          |                                                          |  |  |                              |                              |                              |                              |                              |                              |  |  |                        |                        |                        |                        |                        |                        |  |  |                                                   |                                                   |                                                   |                                                   |                                                   |                                                   |  |  |                                        |                                        |                                        |                                        |                                        |                                        |  |  |              |              |              |              |              |              |  |  |                                                 |                                                 |                                                 |                                                 |                                                 |                                                 |  |  |                             |                             |                             |                             |                             |                             |  |  |                                         |                                         |                                         |                                         |                                         |                                         |  |  |
|                                                          |                                                          |                                                          |                                                          |                                                          |                                                          |  |  | (нелегитиман) Теодора        | (нелегитиман) Теодора        | (нелегитиман) Теодора        | (нелегитиман) Теодора        | (нелегитиман) Теодора        | (нелегитиман) Теодора        |  |  | Анастасије конзул 517. | Анастасије конзул 517. | Анастасије конзул 517. | Анастасије конзул 517. | Анастасије конзул 517. | Анастасије конзул 517. |  |  |                                                   |                                                   |                                                   |                                                   |                                                   |                                                   |  |  |                                        |                                        |                                        |                                        |                                        |                                        |  |  |              |              |              |              |              |              |  |  |                                                 |                                                 |                                                 |                                                 |                                                 |                                                 |  |  |                             |                             |                             |                             |                             |                             |  |  |                                         |                                         |                                         |                                         |                                         |                                         |  |  |
|                                                          |                                                          |                                                          |                                                          |                                                          |                                                          |  |  | (нелегитиман) Теодора        | (нелегитиман) Теодора        | (нелегитиман) Теодора        | (нелегитиман) Теодора        | (нелегитиман) Теодора        | (нелегитиман) Теодора        |  |  | Анастасије конзул 517. | Анастасије конзул 517. | Анастасије конзул 517. | Анастасије конзул 517. | Анастасије конзул 517. | Анастасије конзул 517. |  |  |                                                   |                                                   |                                                   |                                                   |                                                   |                                                   |  |  |                                        |                                        |                                        |                                        |                                        |                                        |  |  |              |              |              |              |              |              |  |  |                                                 |                                                 |                                                 |                                                 |                                                 |                                                 |  |  |                             |                             |                             |                             |                             |                             |  |  |                                         |                                         |                                         |                                         |                                         |                                         |  |  |